# Coacotla
Coacotla är en ort i Mexiko.   Den ligger i kommunen Cosoleacaque och delstaten Veracruz, i den sydöstra delen av landet, 500 km öster om huvudstaden Mexico City. Coacotla ligger 29 meter över havet och antalet invånare är 6 873.
Terrängen runt Coacotla är platt. Runt Coacotla är det ganska glesbefolkat, med 47 invånare per kvadratkilometer. Närmaste större samhälle är Minatitlán, 13,8 km nordost om Coacotla. Trakten runt Coacotla består till största delen av jordbruksmark.